# Менстерос (комуна)
Комуна Менстерос (швед. Mönsterås kommun) — адміністративно-територіальна одиниця місцевого самоврядування, що розташована в лені Кальмар на східному узбережжі південної Швеції.
Менстерос 168-а за величиною території комуна Швеції. 
Адміністративний центр комуни — місто Менстерос.

## Населення
Населення становить 12 798 чоловік (станом на вересень 2012 року). 
| Кількість населення комуни Менстерос за 1970-2010 роки | Кількість населення комуни Менстерос за 1970-2010 роки | Кількість населення комуни Менстерос за 1970-2010 роки | Кількість населення комуни Менстерос за 1970-2010 роки | Кількість населення комуни Менстерос за 1970-2010 роки |
| ------------------------------------------------------ | ------------------------------------------------------ | ------------------------------------------------------ | ------------------------------------------------------ | ------------------------------------------------------ |
| Рік                                                    |                                                        |                                                        | Населення                                              |                                                        |
| 1970                                                   | 1970                                                   |                                                        | 13 398                                                 | 13 398                                                 |
| 1975                                                   | 1975                                                   |                                                        | 13 036                                                 | 13 036                                                 |
| 1980                                                   | 1980                                                   |                                                        | 13 135                                                 | 13 135                                                 |
| 1985                                                   | 1985                                                   |                                                        | 12 999                                                 | 12 999                                                 |
| 1990                                                   | 1990                                                   |                                                        | 13 182                                                 | 13 182                                                 |
| 1995                                                   | 1995                                                   |                                                        | 13 449                                                 | 13 449                                                 |
| 2000                                                   | 2000                                                   |                                                        | 13 227                                                 | 13 227                                                 |
| 2005                                                   | 2005                                                   |                                                        | 13 103                                                 | 13 103                                                 |
| 2010                                                   | 2010                                                   |                                                        | 12 909                                                 | 12 909                                                 |
| Джерело: SCB                                           |                                                        |                                                        |                                                        |                                                        |

## Населені пункти
Комуні підпорядковано 5 міських поселень (tätort) та 10 сільських (småort), більші з яких:
- Менстерос (Mönsterås)
- Блумстермола (Blomstermåla)
- Тіммернаббен (Timmernabben)
- Олем (Ålem)
- Флісерид (Fliseryd)

## Галерея

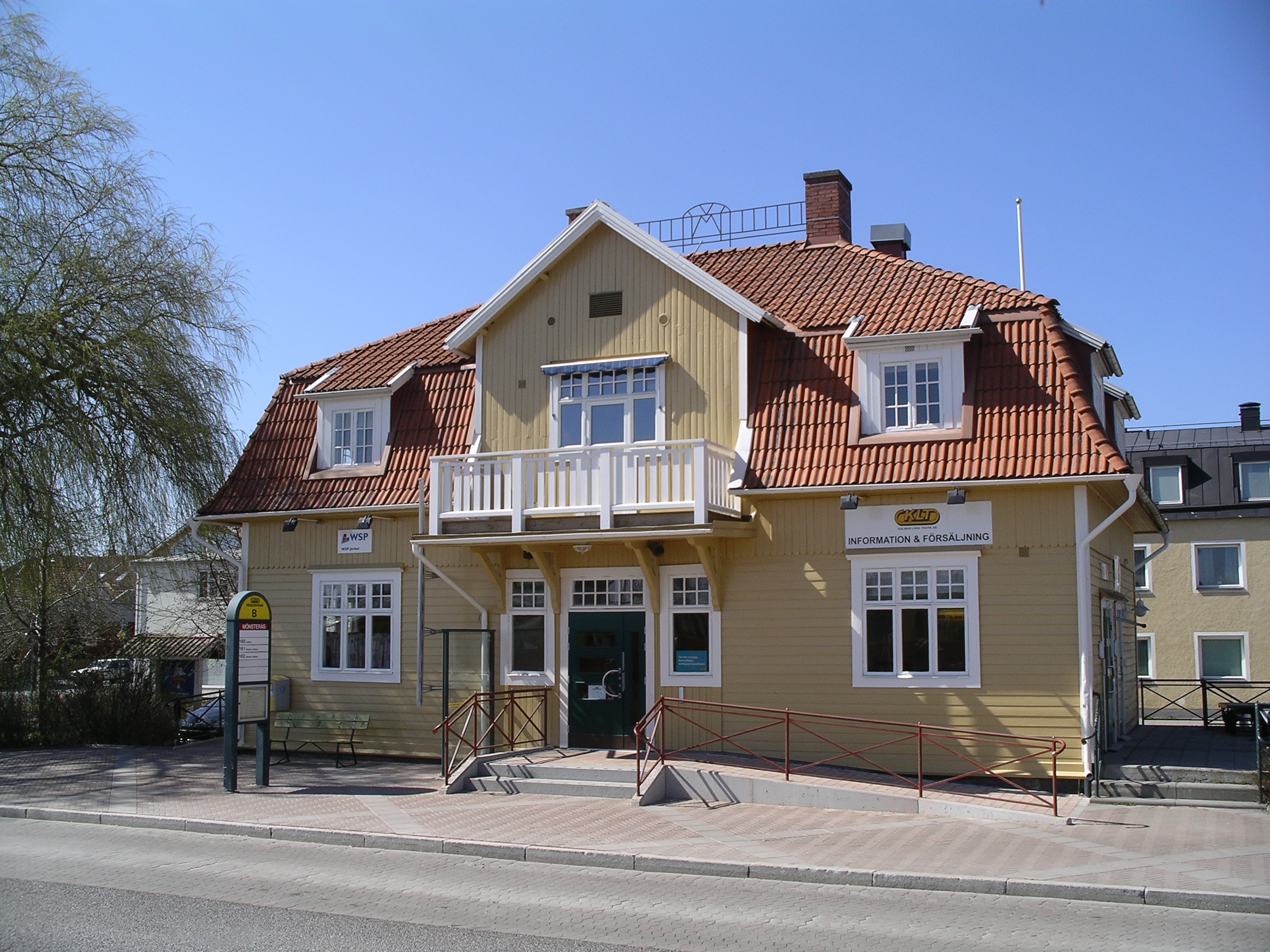
Залізнична станція (Менстерос)
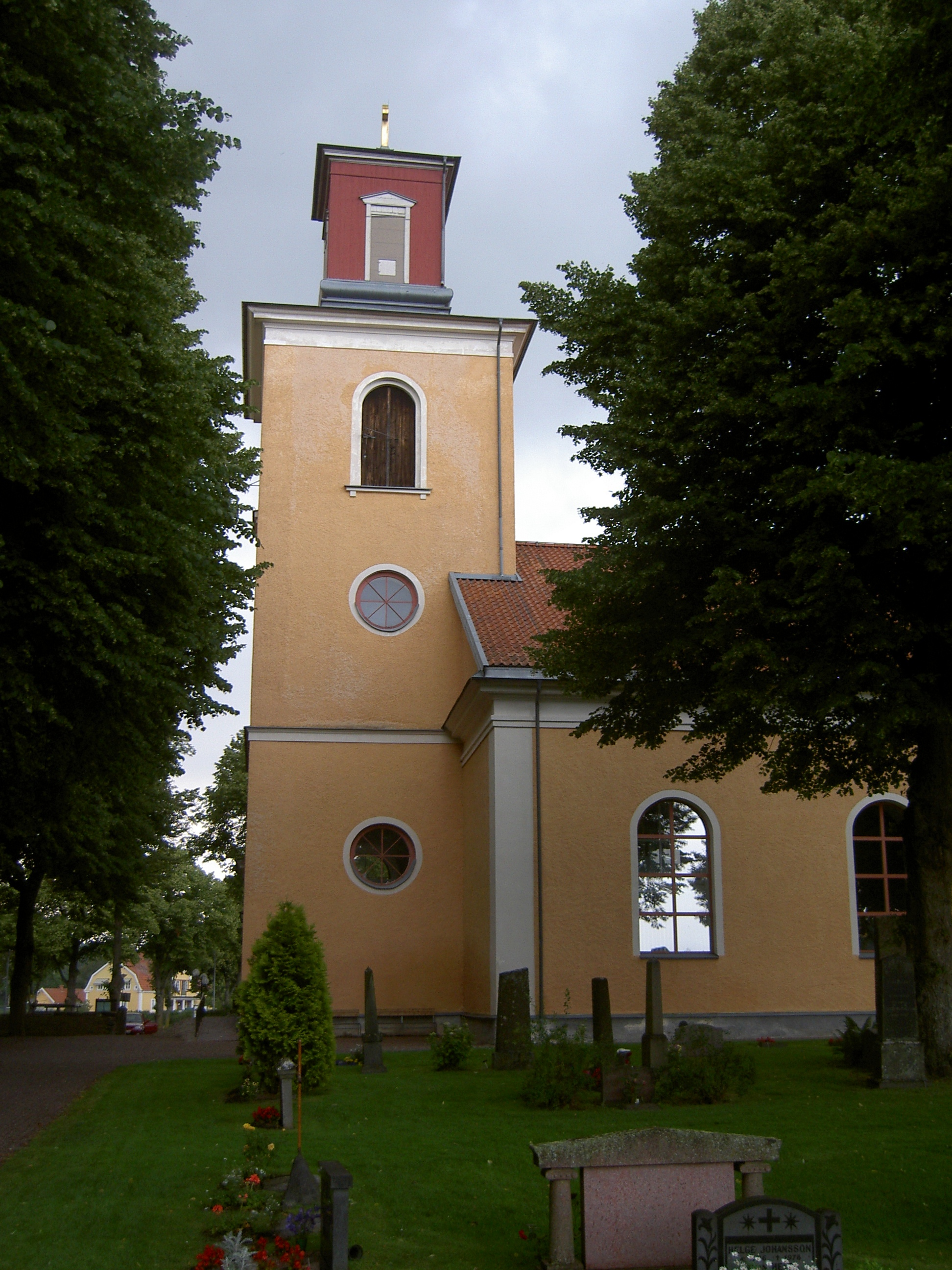
Церква (Олем)
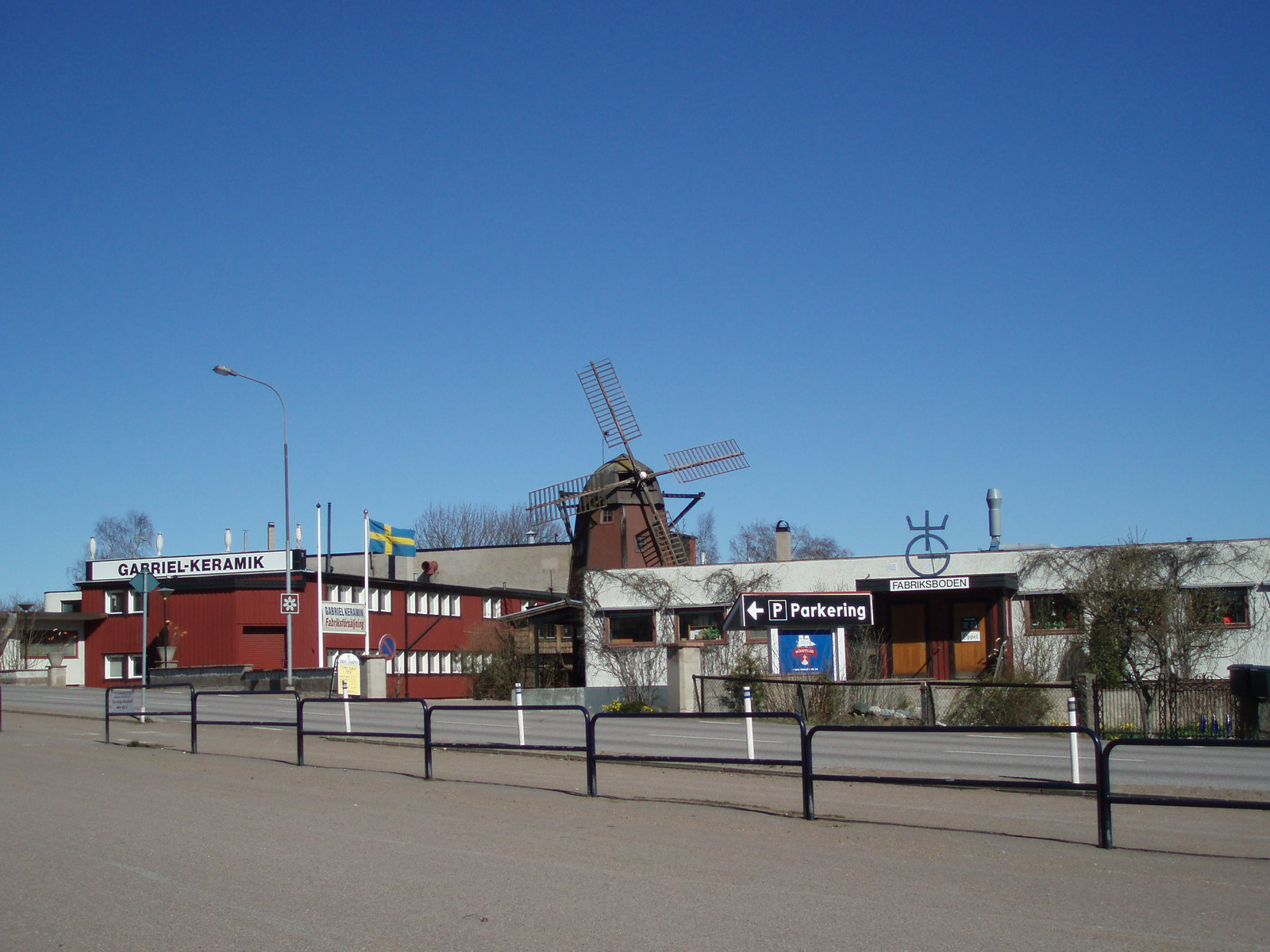
Містечко Тіммернаббен
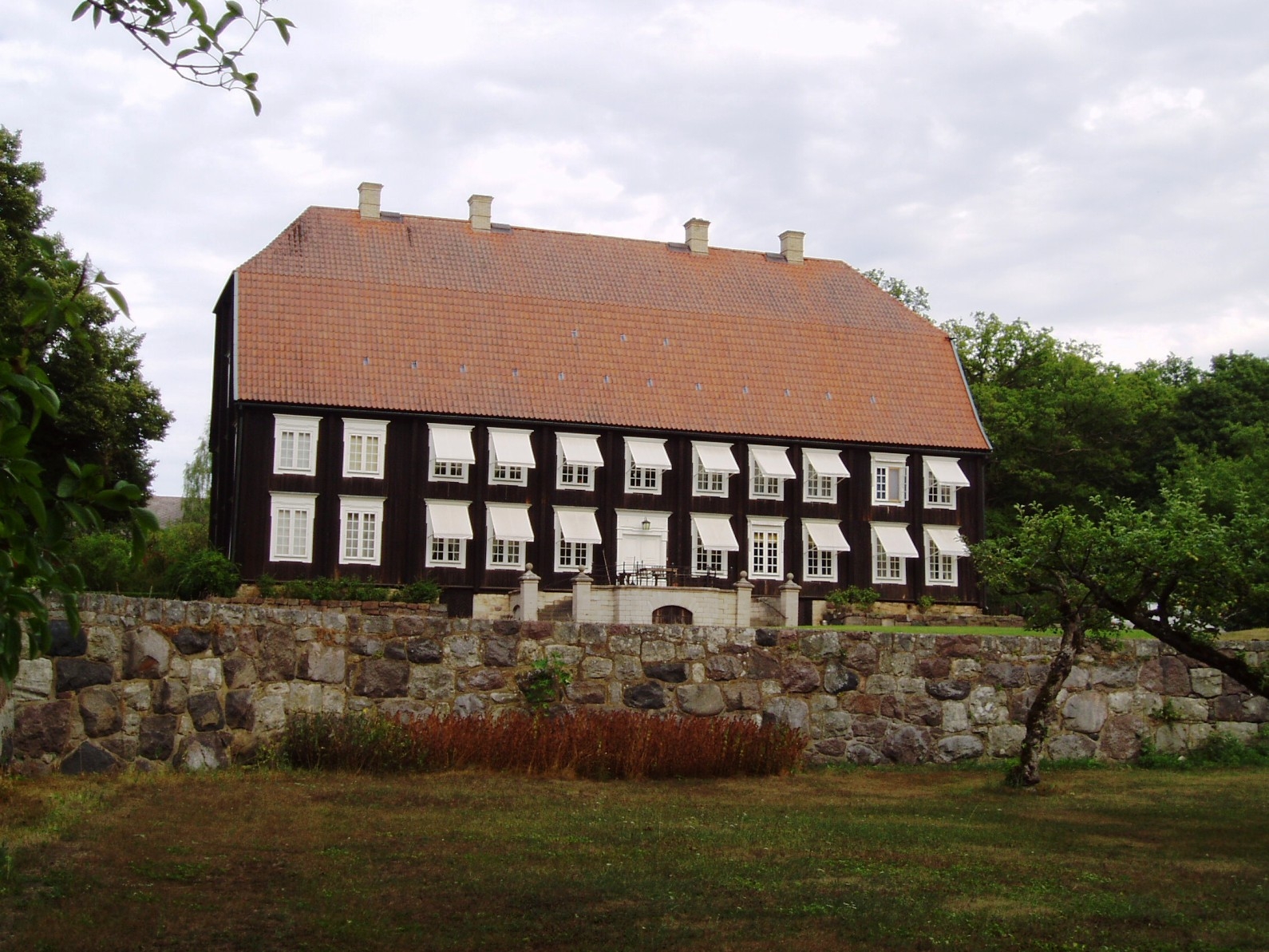
Колишній замок Стремсунд

## Виноски
1. ↑  Andersson P. Sveriges kommunindelning 1863-1993 — Mjölby: Draking, 1993. — 132 с. — ISBN 978-91-87784-05-7
2. ↑  Folkmangd i riket, lan och kommuner (шв.) . Центральне бюро статистики Швеції. Архів оригіналу за 20 серпня 2013. Процитовано 29 січня 2013.